# Quanzhou, Guilin
Quanzhou är ett härad i Gulins stad på prefekturnivå i den autonoma regionen Guangxi i sydligaste Kina.